# Ali Mohamed Shein
Pour les articles homonymes, voir Shein.
Ali Mohamed Shein (né le 13 mars 1948) est le 7e président de Zanzibar, de 2010 à 2020. Il est auparavant vice-président de la Tanzanie de 2001 à 2010. Shein est originaire de l'île de Pemba et est membre du parti au pouvoir Chama Cha Mapinduzi (CCM). Il est médecin de profession.

## Formation et carrière médicale
Après avoir suivi une scolarité et des études de base au collège Lumumba de Zanzibar et travaillé brièvement comme assistant du premier secrétaire adjoint du ministère de l'Éducation, il entame en 1969 des études préparatoires de médecine à l'université d'État de Voronej, avant de suivre des études de troisième cycle à l'université d'État d'Odessa, en URSS, de 1970 à 1975.
De retour en Tanzanie, il devient chef des départements de diagnostic et de pathologie du ministère de la santé en 1976. Il suit ensuite des études de biochimie médicale à la faculté de médecine de l'université de Newcastle en 1984, où il obtient un Master of Science (M.Sc.) en biochimie médicale en 1988. Parallèlement, il obtient le titre de Philosophiae Doctor (Ph. D.) dans le domaine de la biochimie clinique avec une thèse sur les erreurs innées du métabolisme.
Après son retour en Tanzanie en 1989, il reprend la direction du département de pathologie du ministère de la Santé en tant que spécialiste du diagnostic. En novembre 1991, il devient directeur de programme du projet de prévention du SIDA du ministère de la Santé et conseiller du ministère pour les services de laboratoire et de diagnostic jusqu'en juillet 1995. Durant cette période, il est également membre du comité d'experts de l'OMS pour l'Afrique, du conseil académique du Muhimbili University College of Health Sciences, du comité consultatif de la Commission nationale pour la science et la technologie et secrétaire du Conseil de recherche du ministère de la Santé.

## Carrière politique
En 1966, il devient membre de la Ligue des jeunes du Parti Afro-Shirazi (ASP-YL) et commence sa carrière politique en tant que secrétaire aux relations publiques du collège Lumumba de janvier à décembre 1969. Auparavant, il a déjà été secrétaire de l'ASP-YL à l'école secondaire de Zanzibar pendant une courte période en 1968.
En 1969, il devient membre du parti Afro-Shirazi. Après la fusion de ce dernier avec l'Union nationale africaine du Tanganyika (TANU) pour former le Parti de la révolution (Chama cha Mapinduzi), il en devient membre le 13 juin 1977. Dès le 2 septembre 1977, il devient membre du comité exécutif du CCM de Pemba South.
Shein est nommé par le président de Zanzibar membre de la Chambre des représentants le 29 octobre 1995. Il est ensuite nommé vice-ministre de la Santé le 12 novembre 1995. Dans le cadre de cette fonction, il dirige les délégations de la Tanzanie aux Assemblées mondiales de la santé à Genève en 1997 et 1999, ainsi qu'au projet de planification familiale en Indonésie en 1997.
Shein est également été membre du comité exécutif national du CCM le 27 septembre 1997.
À partir du 6 novembre 2000, il est membre de la Chambre des représentants de la circonscription de Mkanyageni à Zanzibar avant d'être nommé ministre d'État, de la présidence, de la Constitution et de la bonne gouvernance à Zanzibar le 22 novembre 2000, et vice-président de la Tanzanie en juillet 2001.
Après le décès de l'ancien vice-président de la Tanzanie, Omar Ali Juma, le 4 juillet 2001, le président Benjamin William Mkapa le nomme le 13 juillet 2001 pour lui succéder au poste de vice-président. En mai 2005, il renonce à se présenter à la présidence en faveur du ministre des affaires étrangères Jakaya Kikwete. En décembre 2005, il est ensuite réélu vice-président aux côtés du président Kikwete. En tant que vice-président, il continue à s'investir dans les questions de santé et il est notamment l'orateur invité à la conférence de l'OMS sur les maladies tropicales négligées (Neglected Tropical Diseases) le 19 avril 2007.
Shein est nommé par le parti au pouvoir CCM le 9 juillet 2010 comme candidat présidentiel du CCM à Zanzibar. Shein obtient 117 voix tandis que Bilali et Shamsi Vuai Nahodha (en) en obtiennent respectivement 54 et 33 et il est élu nouveau président de Zanzibar et le seul originaire de l'île de Pemba par 50,1 % le 31 octobre 2010.

## Honneurs et récompenses
Il est membre du Collège des pathologistes d'Afrique orientale, centrale et australe (COPECSA), depuis septembre 2014 ,.